# Yield
A Yield a Pearl Jam ötödik albuma, 1998. február 3-án jelent meg. A Yield "csak" 358 000 példányban kelt el a megjelenés hetében, és ez volt az együttes első albuma a debütáló Ten óta, amely nem volt #1 a listákon. A lemez végül mégis platina lett az USA-ban, és lekörözte a megelőző No Code album eladásait.
A Pearl Jam újra együtt dolgozott Brendan O'Brien producerrel, ahogy azt az előző három lemezükön tette. A felvételekről egy dokumentumfilm is készült, ami VHS-en és DVD-n is megjelent.

## Zene és szöveg
A Yield visszatérés volt a banda korai rockosabb hangzáshoz. Az albumot többek között Daniel Quinn Ishmael c. regénye, Mihail Bulgakov A Mester és Margarita c. regénye, valamint Charles Bukowski írásai inspirálták. A lemez címe az "elsőbbségadás a természetnek" elvből jött, ami központi elem Quinn Ishmael c. művében. A "No Way" és "All Those Yesterdays" c. számok szövegét egyedül Stone Gossard gitáros szerezte, Jeff Ament basszusgitáros pedig első alkalommal írt dalszöveget ("Pilate", "Low Light").

## A borító
A borítón látható képet Billings (Montana) közelében készítették. Eredetileg panorámakép volt, így az úton levő kanyar nem látszik. A kazettán kiadott borító erősen különbözik a CD-től: a tábla az út másik oldalán van, és az egész kép meg van fordítva. Egy "elsőbbségadás kötelező" jel a kis füzetecske minden oldalára el van rejtve. 1999-ben az album a legjobb borítóért Grammy-jelölést kapott.

## Számok
1. Brain Of J. – (McCready, Vedder) – 2:59
2. Faithfull – (McCready, Vedder) – 4:18
3. No Way – (Gossard) – 4:19
4. Given To Fly – (McCready, Vedder) – 4:01
5. Wishlist – (Vedder) – 3:26
6. Pilate – (Ament) – 3:00
7. Do The Evolution – (Gossard, Vedder) – 3:54
8. 🔴 (The Color Red) – (Irons) – 1:06
9. MFC – (Vedder) – 2:27
10. Low Light – (Ament) – 3:46
11. In Hiding – (Gossard, Vedder) – 5:00
12. Push Me, Pull Me – (Ament, Vedder) – 2:28
13. All Those Yesterdays – (Gossard) – 7:47

## Kislemezek az albumról
- Given to Fly / Pilate / Leatherman (1998)
- Wishlist / U / Brain of J. (Élő) (1998)